# Tvis Sogn
Tvis Sogn er et sogn i Holstebro Provsti (Viborg Stift).
I 1800-tallet var Tvis Sogn fra Hammerum Herred anneks til Nørre Felding Sogn fra Ulfborg Herred. Begge herreder lå i Ringkøbing Amt. De to sogne dannede Nørre Felding-Tvis sognekommune. Den blev senere delt, så hvert sogn var en selvstændig sognekommune. Ved kommunalreformen i 1970 blev både Nørre Felding og Tvis indlemmet i Holstebro Kommune.
I Tvis Sogn ligger Tvis Kirke.
I sognet findes følgende autoriserede stednavne:
- Gejlhøj (areal)
- Grydholt (bebyggelse, ejerlav)
- Høvids (bebyggelse)
- Majgård (bebyggelse)
- Morre (bebyggelse)
- Morre Bæk (vandareal)
- Skautrup (bebyggelse, ejerlav)
- Stenbrohus (bebyggelse)
- Tohøje (areal)
- Tvis (bebyggelse)
- Tvislund (bebyggelse, ejerlav)
- Uglkær (bebyggelse)